# Bokkenrijk (Oijen)

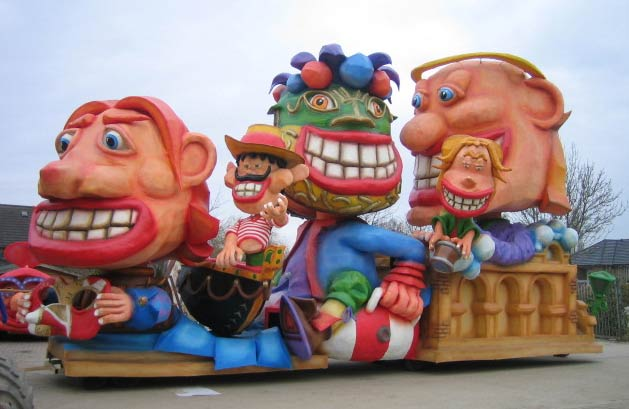
De praalwagen van de Maosratten uit Oijen/Teeffelen 2006

Bokkenrijk is de naam voor Oijen tijdens carnaval. Het hele dorp leeft ernaartoe en het is dan ook een echt dorpsgebeuren. De naam is afkomstig van de Oijense Carnavalsstichting CS De Bokkenrijders die het carnaval in Oijen sinds 1966 kleur geeft.

## Optocht
Voor het Oijens carnaval is de optocht op carnavalsmaandag, het absolute hoogtepunt. Oijen kent een grote hoeveelheid aan bouwclubs die ieder jaar grote praalwagens bouwen. Ook de jeugd van de basisschool heeft zijn eigen jeugdoptocht die voorafgaat aan de optocht van de grote praalwagens. Verder zijn er ook aardig wat bouwclubs uit de omgeving die met hun praalwagens naar Oijen komen. Bouwclub de Maosratten (Oijen/Teeffelen) slaagde er, als allereerste bouwclub ooit, in 2006 in om voor de derde keer op rij de Halfvastenoptocht in Zeeland (Noord-Brabant) te winnen.

## Bouwclubs
- Cv Dubbel D (2013) Ontstaan uit fusie van Cv de Duvels & Cv de Donoos
- De Doe Mar Dillies (2012) Ontstaan uit fusie van De Bokkendillies & Doe Mar Locht
- De Maosmuizen (2000)
- Cv de Duvels (2000)
- De Bokkendillies (2001)
- Cv de Donoos (1999)
- Doe Mar Locht (1997)
- De Maosratten (1993)
- Ut lôpt van eiges
- Cv (op)bokken (2006)
- Alt We
- De Plekkers
- De Lochte Kwekers
- De Kleikneuters
- De Bokbengels
- De Kwabonkels
- Môi Zat Oijen
- CV Noit Genoeg
- Cv 't zit nie mee (2019) Ontstaan uit fusie van Cv ijgenweis en Cv Boerencool
- Cv ziet ons gaan